# Ersan Gülüm
Ersan Adem Gülüm (Melbourne, 17 maggio 1987) è un allenatore di calcio ed ex calciatore australiano naturalizzato turco, di ruolo difensore.

## Carriera
Il 4 febbraio 2016 viene acquistato dai cinesi dell'Hebei China Fortune per 7 milioni di euro.

## Palmarès

### Club

#### Competizioni nazionali
- Coppa di Turchia: 1

Beşiktaş: 2010-2011
- Campionato turco: 2

Beşiktaş: 2015-2016, 2016-2017
- FFA Cup: 1

Adelaide Utd: 2018